# Kauab
| D28 | A6 | D58 |

| D28 | A6 | D58 |

Kauab fue un hijo del faraón de la cuarta dinastía Jufu (Keops) y de su esposa Meritites I, que asumió las funciones de chaty durante el reinado de su padre, alrededor de año 2550 a. C. 

## Biografía
Se casó con su hermana Hetepheres, y entre sus hijos se conoce a Meresanj III, en cuya tumba de Guiza nombra a Kauab como su padre y muestra su retrato. 

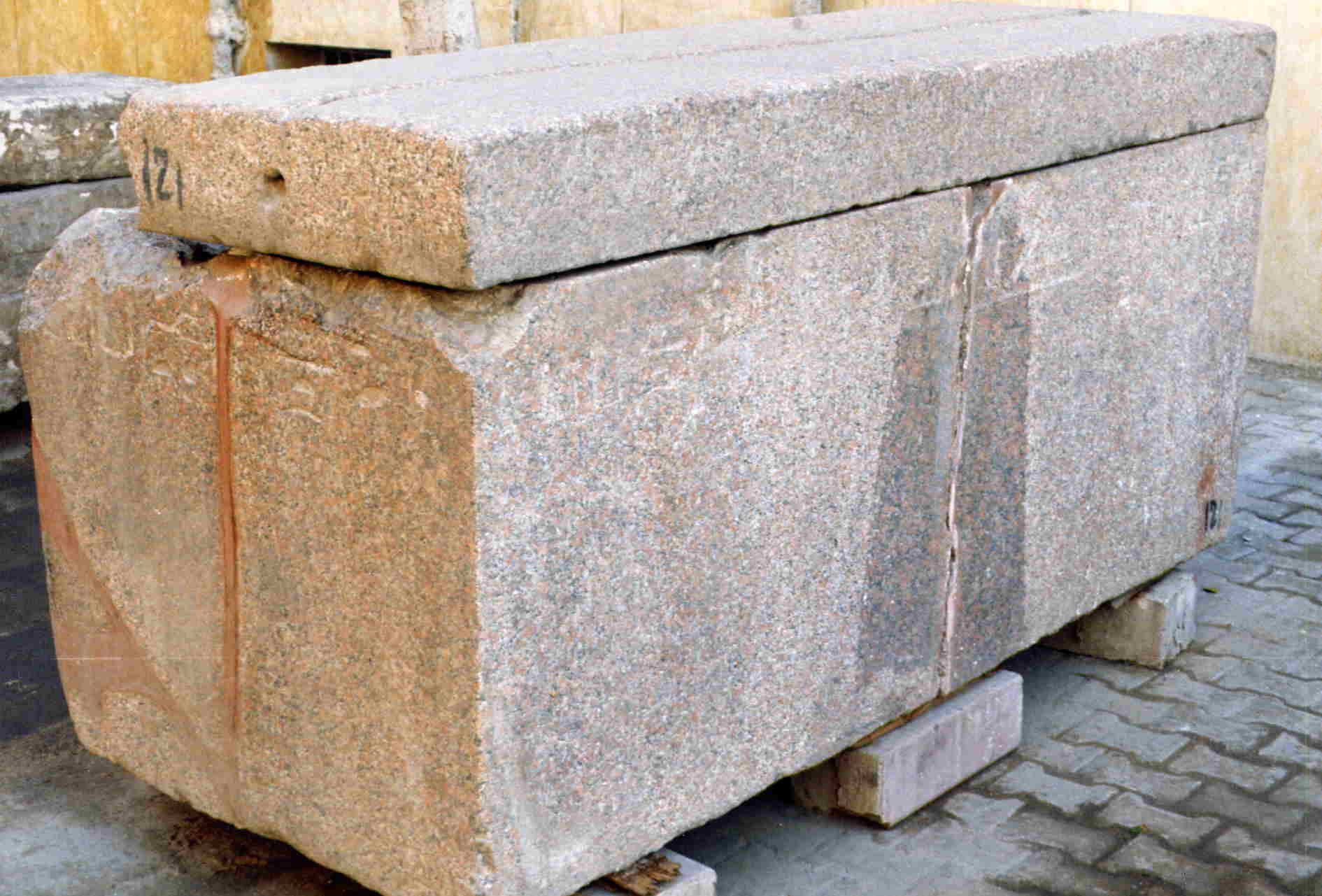
Sarcófago de Kauab, conservado en el Museo Egipcio de El Cairo.

Kauab nunca llevó el título de príncipe de la corona a pesar de tener el de hijo mayor del rey, por lo que este último tanto puede ser una mención honorífica concedida al esposo de una princesa como indicar que fue hijo de la esposa principal de Jufu. Según su titulatura, el título más importante es el de chaty, pero el hecho de que su hermano se casase con su viuda para heredar el trono hace pensar que era el heredero. Su hija Meresanj fue a su vez la esposa y reina de Kefrén. 
Murió antes que su esposa y su padre. Su mastaba se descubrió al este de la pirámide de Keops, en Guiza (mastaba 7110-7120). En ella se comenzó pero no se terminó una cámara funeraria para Hetepheres, que, casada en segundas nupcias con Dyedefra, fue enterrada en la mastaba G7530. 
Durante la dinastía XIX, Jaemuaset, Sumo Sacerdote de Ptah e hijo de Ramsés II, restauró una estatua suya en el templo de Menfis. 